# Hyalinobatrachium chirripoi
Hyalinobatrachium chirripoi es una especie de anfibio de la familia de las ranas de cristal (Centrolenidae). Se distribuye por Costa Rica, Honduras, Panamá, oeste de Colombia y noroeste de Ecuador. Habita en selvas tropicales entre el nivel del mar y los 700 metros de altitud.